# قلعه مهدی‌آباد
قلعه مهدی‌آباد مربوط به دوره قاجار است و در یزد، خیابان کاشانی، کوچه مرتاض، کوچه قلعه واقع شده و این اثر در تاریخ ۷ اسفند ۱۳۸۶ با شمارهٔ ثبت ۲۱۶۹۷ به‌عنوان یکی از آثار ملی ایران به ثبت رسیده است.